# Eotrama orientalis
Eotrama orientalis är en insektsart. Eotrama orientalis ingår i släktet Eotrama och familjen långrörsbladlöss. Inga underarter finns listade i Catalogue of Life.